# Jean Bart (couraçado de 1940)
O Jean Bart foi um couraçado operado pela Marinha Nacional Francesa e a segunda  embarcação da Classe Richelieu, depois do Richelieu e seguido pelo Clemenceau e Gascogne, porém estes não foram finalizados. Sua construção começou em dezembro de 1936 em resposta à italiana Classe Littorio, sendo lançado ao mar em março de 1940, alguns meses depois do início da Segunda Guerra Mundial. O projeto do Jean Bart e seus irmãos foi baseado em seus predecessores da Classe Dunkerque, tendo mantido o mesmo arranjo incomum da bateria principal de duas torres de artilharia quádruplas montadas na proa do navio. Era armado com oito canhões de 380 milímetros, tinha deslocamento carregado de mais quarenta mil toneladas e conseguia alcançar uma velocidade de mais de trinta nós.
A embarcação não estava finalizada quando a Alemanha venceu a Batalha da França em junho de 1940, com o Jean Bart fugindo para Casablanca com apenas uma torre de artilharia e algumas armas antiaéreas instaladas. Os franceses tentaram prepará-lo para ação o quanto possível sob infraestrutura e materiais limitados. Forças Aliadas invadiram o Norte da África em novembro de 1942 e o Jean Bart inicialmente tentou resistir ao ataque, entrando em um duelo com o couraçado estadunidense USS Massachusetts até ser danificado por ataques aéreos. Os franceses deserdaram para o lado Aliado e tentaram fazer com que a embarcação fosse completada nos Estados Unidos, porém sem sucesso. Ele foi então consertado o quanto possível em Casablanca e usado como navio de treinamento pelo restante da guerra.
Discussões sobre o destino do Jean Bart ocorreram em 1945, com as opções consideradas sendo finalizá-lo como um couraçado, convertê-lo em um porta-aviões ou descartá-lo por completo. A Marinha Nacional por fim decidiu completá-lo como couraçado com modificações, um processo que durou vários anos. A maioria dos trabalhos foi finalizada em 1955, quando o Jean Bart finalmente entrou em serviço ativo, realizando pouco depois duas viagens para o exterior até a Dinamarca e Estados Unidos. Ele participou da intervenção francesa na Crise de Suez em novembro de 1956, incluindo um breve bombardeio de Porto Said. O navio foi colocado na reserva em agosto de 1957 e usado como alojamento flutuante até 1961. Foi renomeado e permaneceu inoperante até 1970, quando foi enviado para desmontagem.

## Características

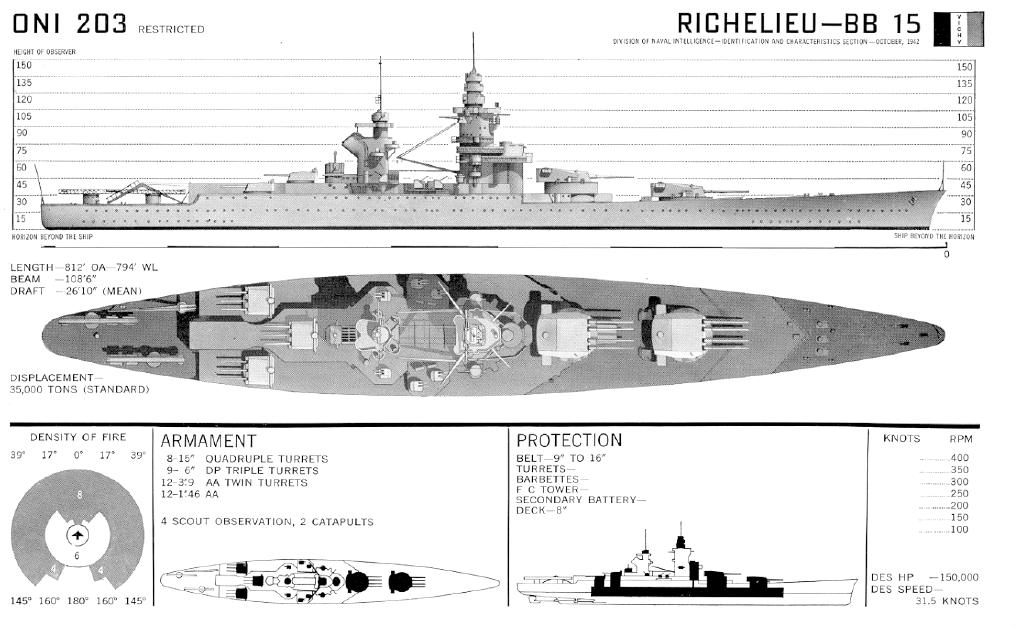
Desenho de reconhecimento do Richelieu em sua configuração original

A Itália anunciou em 1934 a construção de dois novos couraçados, com a Marinha Nacional Francesa iniciando imediatamente preparações para combatê-los. Os pequenos couraçados da Classe Dunkerque serviram de base para o novo projeto, porém precisavam ser ampliados para se igualar aos italianos, tanto em termos ofensivos quanto defensivos. A equipe de projeto considerou armas de 380 e 406 milímetros, porém a segunda opção foi descartada pois não podia ser incorporada em um projeto dentro do limite de 35 560 toneladas do Tratado Naval de Washington. A Classe Dunkerque tinha seu armamento principal em duas torres de artilharia quádruplas à vante da superestrutura e os projetistas experimentaram outros arranjos, porém a necessidade de maximizar o comprimento da blindagem e o peso fez com que adotassem a mesma disposição.
O Jean Bart, como originalmente projetado, tinha 247,85 metros de comprimento de fora a fora, boca de 33,08 metros e calado de 9,9 metros. Possuía um deslocamento padrão de 37 850 toneladas, mas esse valor podia chegar a 44 698 toneladas quando totalmente carregado com suprimentos de combate. Seu sistema de propulsão tinha seis caldeiras Sural alimentadas por óleo combustível que impulsionavam quatro conjuntos de turbinas a vapor Parsons, que chegavam a produzir um total de 155 mil cavalos-vapor (114 mil quilowatts) de potência. O Jean Bart era capaz de alcançar uma velocidade máxima de 32 nós (59 quilômetros por hora) e tinha uma autonomia de 9,5 mil milhas náuticas (17,6 quilômetros) a uma velocidade de quinze nós (28 quilômetros por hora). Sua tripulação era de 1 569 oficiais e marinheiros. A embarcação também era equipada com duas catapultas de lançamento no convés da popa, quatro hidroaviões Loire 130 para ações de reconhecimento e um guindaste para içar as aeronaves de volta a bordo.
A bateria principal do Jean Bart consistia em oito canhões Modèle 1935 calibre 45 de 380 milímetros. Estes eram montados em duas torres de artilharia quádruplas, ambas na frente da superestrutura com uma torre sobreposta a outra. Seu armamento secundário tinha nove canhões Modèle 1930 calibre 55 de 152 milímetros montados em três torres triplas, todas instaladas na parte de trás da superestrutura. A defesa antiaérea era composta por doze canhões Modèle 1930 calibre 45 de 100 milímetros dispostas em torres duplas, oito canhões Modèle 1925 de 37 milímetros em torres de artilharia duplas e vinte metralhadoras em quatro montagens quádruplas e duas duplas. O cinturão de blindagem tinha entre 177 milímetros de espessura nas extremidades e 327 milímetros na área central do navio, enquanto o convés era protegido por uma blindagem que ia desde quarenta milímetros até 170 milímetros de espessura. As torres de artilharia eram protegidas por 430 milímetros na frente, trezentos milímetros nas laterais, tetos que ficavam entre 170 e 195 milímetros e traseiras de 260 a 270 milímetros. A torre de comando tinha laterais de 340 milímetros, teto de 170 milímetros e traseira de 280 milímetros.

## História

### Construção e fuga
O contrato para a construção do Jean Bart foi entregue a Chantiers de Penhoët em Saint-Nazaire no dia 27 de maio de 1936. O batimento de quilha ocorreu em 12 de dezembro, menos de três semanas antes do fim do Tratado Naval de Washington. A construção do Jean Bart e seu irmão Richelieu colocou a França em violação dos termos do tratado, que limitava o país a construir no máximo de 71 mil toneladas de novos couraçados durante um período de dez anos. Os dois membros da Classe Richelieu e os dois navios da Classe Dunkerque totalizavam 125 mil toneladas. A França rejeitou as objeções britânicas, citando em junho de 1935 o Acordo Naval Anglo-Germânico, que o Reino Unido tinha assinado unilateralmente com a Alemanha e efetivamente nulificado as cláusulas de desarmamento naval do Tratado de Versalhes no processo. Os trabalhos na embarcação mesmo assim foram atrasados pela escassez de trabalhadores e a necessidade de completar o casco do couraçado Strasbourg para que este fosse lançado ao mar no mesmo mês. A nova doca seca usada para construir o navio era a recém finalizada Doca Caquot, nomeada em homenagem ao seu engenheiro Albert Caquot, porém ela era comumente chamada de "Doca Jean Bart". As obras no couraçado inicialmente prosseguiram devagar, mas as tensões cada vez maiores com a Alemanha no início de 1939 fizeram com que uma ênfase maior fosse dada para a finalização do navio. Essas tensões levaram à Invasão da Polônia em setembro e o início da Segunda Guerra Mundial.
O couraçado foi lançado em 6 de março de 1940, porém, devido aos sucessos alemães na Batalha da França no início de maio, os construtores perceberam que o processo normal de equipagem teria de ser abandonado em favor de preparar a embarcação para partir. Os trabalhos no sistema de propulsão foram acelerados; 3,5 mil trabalhadores foram designados para o projeto, com três caldeiras, dois conjuntos de turbinas, dois turbo-geradores e duas bombas d'água sendo instalados em um mês, além de sistemas de comunicação internos importantes. As hélices externas foram instaladas em 6 e 7 de junho, enquanto suas três caldeiras foram acesas pela primeira vez nos dias 12 e 14. Seu leme e correntes das âncoras foram instalados, enquanto o fundo duplo selado. O armamento do Jean Bart estava praticamente incompleto; a primeira torre de artilharia principal tinha seus canhões e blindagem instalados, porém não tinha o equipamento necessário para lidar com os projéteis e muito mesmo um diretório de controle de disparo. A segunda torre estava sem armas e blindagem e nenhum dos canhões secundários tinham sido instalados. Quatro canhões antiaéreos Modèle 1930 de 90 milímetros, tirados do colocador de redes Gladiateur, foram instalados em 18 de junho durante a corrida para preparar o navio para partir, no lugar das armas de 100 milímetros, cujas construções tinham sido adiadas, porém na época não tinham munição ou diretórios. Três das armas de 37 milímetros e seis das metralhadores de 13 milímetros foram instalados, os únicos armamentos operacionais a bordo do couraçado na época de sua partida, porém apenas sob controle local, pois seus diretórios também não tinham sido completados.
O capitão Pierre-Jean Ronarc'h, o oficial comandante do Jean Bart, recebeu ordens em 11 de junho, enquanto os trabalhos ainda estavam em andamento, para partir com o navio até Casablanca, no Marrocos, assim que possível. Ele estimou que o dia 19 seria a melhor oportunidade baseado nas marés, com o navio sendo rebocado para fora da doca às 3h30min daquela manhã por três rebocadores até um canal que tinha sido rapidamente dragado, mas não suficientemente, para permitir que a embarcação escapasse. O Jean Bart encalhou acidentalmente na escuridão, entortando uma das lâminas de sua hélice, porém os rebocadores conseguiram liberá-lo às 4h45min e a tripulação ligou os motores. Três bombardeiros alemães Heinkel He 111 achegaram pouco depois a uma altura de um quilômetro e atacaram o navio. Uma das aeronaves acertou uma bomba de cem quilogramas entre as torres de artilharia, porém causando apenas danos insignificantes. O couraçado aumentou sua velocidade para doze nós (22 quilômetros por hora) e se encontrou às 6h30min com os contratorpedeiros Le Hardi e Mameluk, que deveriam escoltá-lo na viagem até Casablanca. O contratorpedeiro britânico HMS Vanquisher e dois rebocadores encontraram os franceses no mar e se ofereceram para rebocar o Jean Bart até o Reino Unido, porém Ronarc'h recusou a oferta. A embarcação reabasteceu óleo combustível a partir de dois petroleiros às 18h00min e deixou a área com suas escoltas. O contratorpedeiro Épée substituiu o Le Hardi no dia seguinte enquanto passavam por Lorient, com os três navios navegando a uma velocidade de 24 nós (44 quilômetros por hora) até finalmente chegarem em Casablanca às 17h00min de 22 de junho.

### Casablanca

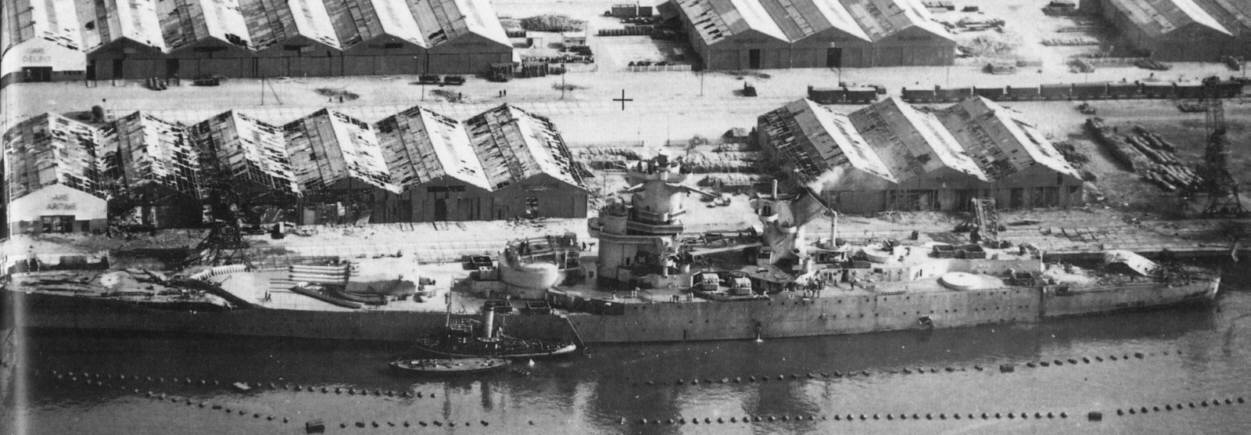
O Jean Bart em Casablanca

O Jean Bart teve a maioria de suas armas antiaéreas removidas a fim de fortalecer as defesas do porto; os canhões de 90 e 37 milímetros foram transferidos para os molhes que protegiam o porto, enquanto duas das metralhadoras foram colocadas em caminhões. Os franceses assinaram o Armistício de 22 de junho de 1940, encerrando sua participação na guerra. Eles propuseram durante as negociações de paz que o Jean Bart e outras embarcações em Orã, na Argélia, fossem neutralizadas, porém foi concordado que o couraçado e seu irmão Richelieu fossem levados para Toulon e desmobilizados. Os alemães depois voltaram atrás, pois temiam que os britânicos tentariam tomar os navios enquanto passassem pelo Estreito de Gibraltar. Os britânicos, por outro lado, estavam sob a falsa impressão que os alemães tentariam tomar a frota francesa para uso próprio. Isto levou à Operação Catapulta, uma série de ataques contra navios de guerra franceses a fim de neutralizar aqueles que não deserdaram para a França Livre.
Os ataques fizeram Ronarc'h tomar providências para proteger seu navio. As barbetas abertas das torres principal e secundárias foram cobertas com concreto, enquanto boa parte do casco foi selado. Ronarc'h levou o couraçado para águas rasas em 11 de agosto. O capitão Émile Barthes o substituiu onze dias depois. Trabalhos foram realizados em setembro para deixar o navio o mais preparado possível para combate com os materiais limitados disponíveis em Casablanca. O Jean Bart recebeu dezesseis metralhadoras de 13 milímetros e dezessete de 8 milímetros em 7 de setembro, porém apenas uma destas últimas foi instalada pois elas eram de uso limitado. Um diretório improvisado foi fabricado em 1941 usando como base uma plataforma de tubos de torpedo tirada do antigo contratorpedeiro Enseigne Gabolde, com um telêmetro de catorze metros sendo colocado em cima. Um telêmetro de três metros foi instalado na torre de comando para navegação, enquanto mais dois foram colocados nas asas da ponte em outubro.
A bateria antiaérea foi fortalecida em abril de 1942 com a adição de quatro canhões de 37 milímetros em montagens simples e mais quatro novas armas de 90 milímetros. A torre de artilharia principal dianteira ficou totalmente operacional em maio, com o Jean Bart realizando testes de disparo no dia 19. O diretório improvisado não funcionou muito bem, assim um sistema de triangulação foi improvisado, com observadores ficando a bordo do navio e em pontos de Dar Bouazza e Sidi Abderrahman para direcionar os disparos. Mais duas montagens duplas de 37 milímetros foram adicionadas em junho, mais duas montagens duplas de armas de 90 milímetros, porém três dos quatro canhões de 37 milímetros em montagens individuais foram removidos. Um radar foi instalado e testes realizados nos meses seguintes mostraram que ele era capaz de detectar aeronaves a distâncias de até setenta quilômetros, porém sua capacidade de detectar outras embarcações não pode ser testada devido à quantidade de instalações portuárias ao redor do couraçado. O radar foi considerado pronto em 6 de outubro. Uma quinta montagem dupla de canhões de 90 milímetros foi adicionada no início de novembro, com uma sexta sendo planejada; na época, a bateria antiaérea era composta por dez canhões de 90 milímetros, cinco de 37 milímetros, dezoito metralhadoras de 13 milímetros e uma de 8 milímetros.

### Operação Tocha

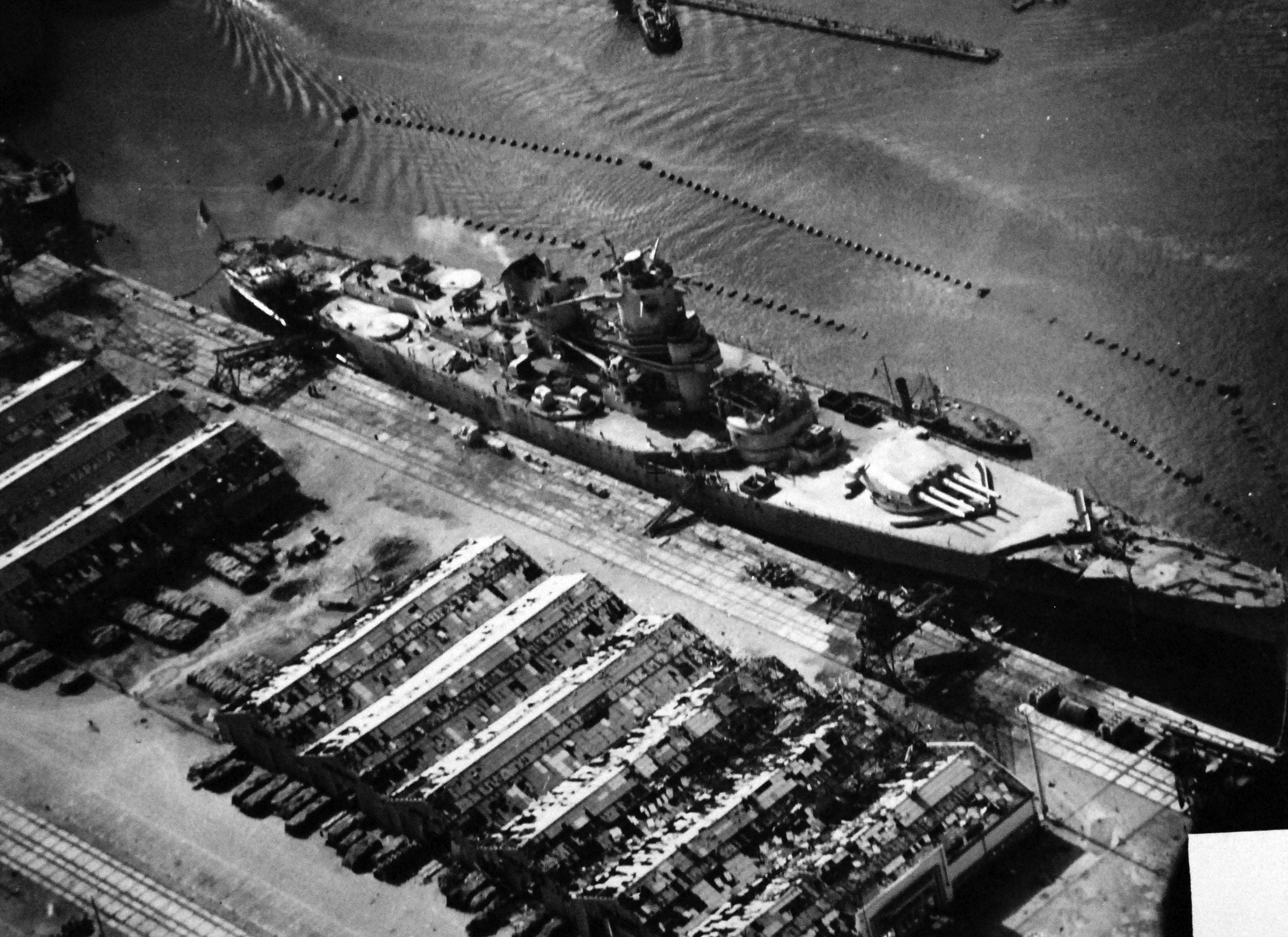
O Jean Bart logo após a Operação Tocha em novembro de 1942

Forças Aliadas iniciaram em 8 de novembro a Operação Tocha, a invasão do Norte da África Francês. Uma força norte-americana, que incluía o couraçado USS Massachusetts, os porta-aviões USS Ranger e USS Suwanee e três cruzadores pesados, lideraram a frota de invasão que desembarcou perto de Casablanca. Os Estados Unidos esperavam que os defensores se rendessem rapidamente e deserdassem para a França Livre. Uma aeronave francesa de reconhecimento detectou a força às 7h00min, com os franceses tendo a sua disposição um cruzador rápido, nove contratorpedeiros, vários submarinos, uma bateria costeira em El Hank e o Jean Bart, que foi empregado como bateria flutuante. O Massachusetts e dois dos cruzadores começaram a bombardear o porto antes que as embarcações francesas conseguissem montar uma resistência significativa, enquanto um grupo de bombardeiros de mergulho Douglas SBD Dauntless do Ranger atacou os navios do porto com bombas de quinhentos quilogramas. O Jean Bart foi acertado duas vezes às 7h18min; a primeira danificou uma das catapultas na popa, iniciou um incêndio e causou inundações no compartimento de direção manual. A segunda bomba acertou o cais e a explosão causou grandes deformações nas placas do casco de estibordo.
O Jean Bart disparou quatro salvos de dois canhões entre 7h08min e 7h19min, porém os cruzadores e contratorpedeiros franceses lançaram cortinas de fumaça quando saíram do porto, bloqueando a observação dos navios norte-americanos. O Massachusetts começou a enfrentar o Jean Bart e às 7h25min acertou um projétil que penetrou os dois conveses blindados e explodiu dentro do depósito de munição vazio das armas de 152 milímetros. Outro salvo caiu perto da proa às 7h35min e entortou as placas do casco. Mais um projétil acertou o cais um minuto depois, lançando estilhaços de concreto que feriram artilheiros antiaéreos e causaram mais inundações. Outro disparo do Massachusetts acertou o navio às 7h37min, atravessando a chaminé e indo parar na extremidade do cinturão de blindagem. Um projétil acertou a extremidade do cais e perfurou as placas externas, mas foi desviado para baixo pelo cinturão de blindagem. Este atravessou o fundo duplo do casco e se enterrou no mar, não explodindo. O Jean Bart foi acertado duas vezes às 8h06min; o primeiro projétil acertou a primeira torre de artilharia, perfurando a dianteira e emperrando a torre, enquanto o segundo acertou a barbeta da segunda torre. O projétil se despedaçou no impacto, mas seus fragmentos danificaram o convés blindado. Um último disparo acertou o convés da popa às 8h10min, penetrando o convés blindado e explodindo no compartimento de lastro, o que causou mais inundações no compartimento de direção.

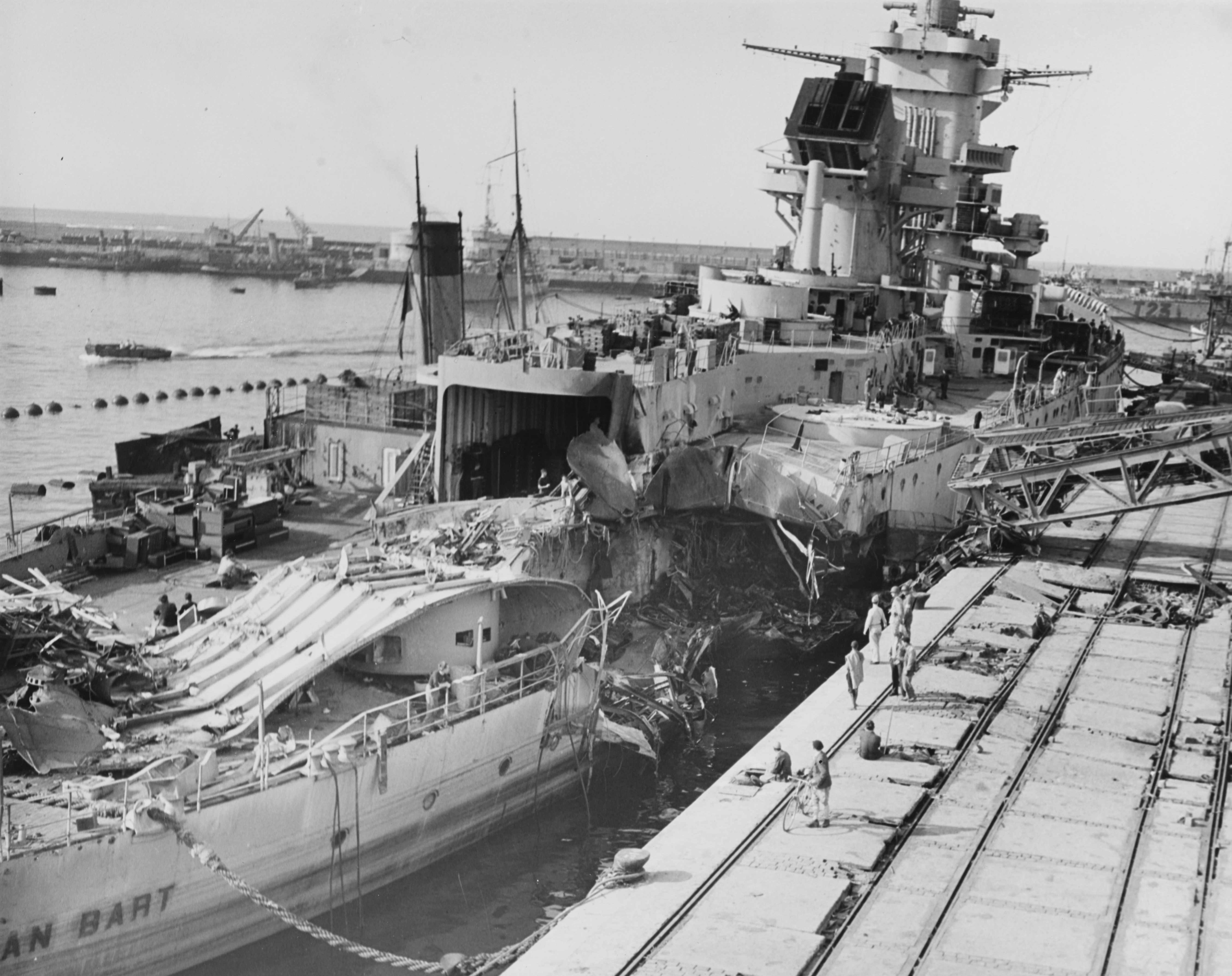
Danos na popa do Jean Bart após a Operação Tocha, 16 de novembro de 1942

O couraçado não estava seriamente danificado, apesar dos vários acertos de bombas e projéteis, porém os norte-americanos não sabiam disso. Trabalhadores rapidamente cortaram o aço que havia emperrado a torre de artilharia principal e ela voltou a funcionar às 17h24min. Apenas um dos projéteis do Massachusetts poderia ter sido mortal, já que uma explosão no depósito de munição das armas de 152 milímetros poderia ter destruído a embarcação caso o local estivesse cheio de cargas de propelentes. Os canhões de 90 milímetros foram usados no dia para disparar em tropas inimigas, enquanto no dia 10 a torre principal do Jean Bart enfrentou o cruzador pesado USS Augusta entre 11h41min e 11h51min, quase acertando-o no segundo salvo. Três dos nove salvos de dois canhões caíram muito próximos do cruzador, forçando-o a recuar e levando o Ranger a lançar mais um ataque aéreo.
Nove Dauntless, desta vez armados com bombas de 450 quilogramas, e oito caças Grumman F4F Wildcat atacaram o couraçado às 15h00min. Os caças metralharam as baterias antiaéreas do Jean Bart a fim de suprimi-las para que os Dauntless pudessem fazer seu ataque. Duas bombas acertaram o navio; a primeira causou grandes danos no castelo da proa, enquanto a segunda destruiu uma boa parte do casco da popa. Ambas causaram incêndios sérios até serem apagados às 20h00min. Grandes inundações levaram a embarcação a afundar pela popa e bater no fundo do porto, com a sala de turbo-geradores ficando submersa, enquanto o choque das explosões das bombas conseguiu desabilitar os geradores a diesel, deixando os geradores reservas como a única fonte de energia elétrica. No decorrer dos confrontos contra os norte-americanos, 22 marinheiros foram mortos e houve o mesmo número de feridos. O Jean Bart disparou apenas 25 projéteis de sua bateria principal, porém a torre continuou operacional apesar de ter sido atingida no confronto do dia 10, assim como as armas de 90 milímetros, porém ambas ficaram sem energia.

### França Livre
As forças francesas no Norte da África assinaram um armistício em 11 de novembro, fazendo os alemães invadirem o resto da França de Vichy, o que por sua vez levou o almirante François Darlan, o ex-Chefe do Estado-Maior da Marinha Nacional, a deserdar para o lado Aliado junto com o resto de sua frota. Trabalhos de reparo no Jean Bart começaram no próprio dia 11, com suas turbinas externas estando em funcionamento em 15 de fevereiro e 1943, com os controles de direção manual tendo sido consertados. O almirante Raymond Fenard, o chefe da missão naval francesa nos Estados Unidos, pediu que a Marinha dos Estados Unidos levasse o couraçado até seu país para ser consertado e finalizado, algo que já estava sendo feito com o Richelieu. Fenard emitiu em 15 de abril um relatório para o vice-almirante Frederick J. Horne, o Vice-Chefe de Operações Navais, detalhando a situação do navio, porém Horne respondeu em 1º de maio que a embarcação não poderia ser completada em suas especificações originais. A Marinha dos Estados Unidos concordou cinco dias depois a levar o Jean Bart para os Estados Unidos em setembro, o que necessitava de reparos nos motores de direção.

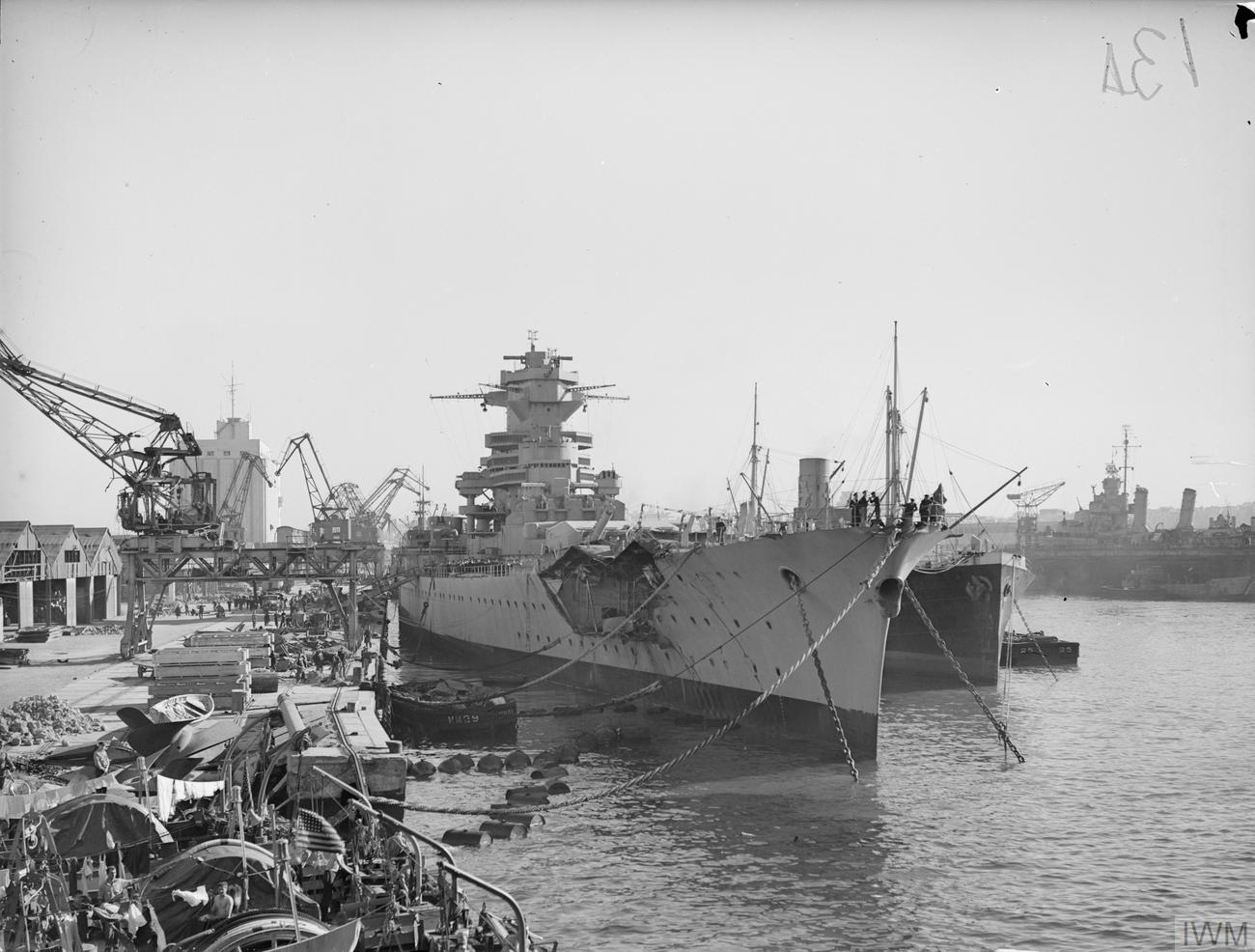
O Jean Bart sob reparos em Casablanca em janeiro de 1943

O Serviço Central de Construções e Armas Navais da França Livre criou duas propostas para finalizar o navio com o mínimo de alterações em seu estado naquele momento; ambas envolviam substituir os canhões de 380 milímetros com canhões de 340 milímetros tirados do antigo couraçado Lorraine, pois os canhões do Jean Bart foram removidos para substituir as armas danificadas do Richelieu. A primeira variante pedia a modificação do convés da popa para levar duas grandes catapultas capazes de lançar os bombardeiros de mergulho norte-americano Grumman TBF Avenger ou britânico Fairey Barracuda e caças Grumman F6F Hellcat ou Supermarine Seafire. A embarcação carregaria um total de seis aeronaves. Ele receberia trinta canhões de duplo-propósito de 127 milímetros em quinze montagens duplas no lugar da segunda torre de artilharia principal, das três torres secundárias e das montagens de 90 milímetros. Essas seriam complementadas por 64 Bofors de 40 milímetros em montagens quádruplas e cinquenta Oerlikon de 20 milímetros em montagens únicas. Novos equipamentos de controle de disparo seriam instalados, incluindo diretórios norte-americanos e um radar de controle de disparo. A segunda proposta era menos ambiciosa; as instalações aéreas seriam abandonadas em favor de dezessete torres duplas de 127 milímetros, enquanto a bateria de 40 milímetros seria aumentada para vinte montagens quádruplas.
Horne rejeitou as duas propostas em 18 de agosto e Fenard respondeu com uma nova proposta, desta vez para converter o navio em um porta-aviões, algo que Horne também rejeitou. Fenard então apelou em 8 de dezembro diretamente para o almirante Ernest King, o superior de Horne, Comandante da Frota dos Estados Unidos e Chefe de Operações Navais, porém King o informou em março de 1944 que a Marinha dos Estados Unidos não tinha interesse em desviar importantes recursos de guerra para finalizar a embarcação. Naquele momento na guerra, os Estados Unidos já tinham um número de couraçados e porta-aviões mais do que suficiente para cumprir todas as suas necessidades operacionais. Além disso, os estaleiros norte-americanos não poderiam reproduzir facilmente os componentes necessários para completar o Jean Bart de acordo com qualquer uma das propostas; os Estados Unidos só tinham aceitado consertar e modernizar o Richelieu, que estava em um estado bem mais completo, depois de grande pressão do Reino Unido. O Jean Bart acabou permanecendo em Casablanca, onde as autoridades da França Livre já tinham começado a prepará-lo para ir ao mar.
Opções para finalizar o couraçado sem a ajuda dos Estados Unidos eram limitadas; o afundamento deliberado da frota francesa em Toulon em novembro de 1942 destruiu boa parte das instalações portuárias, enquanto Brest só seria libertada em setembro de 1944. Os franceses averiguaram a possibilidade de levar o navio para o território britânico de Gibraltar, porém o estaleiro local estava sobrecarregado com projetos considerados mais importantes. Mesmo assim, os trabalhadores do estaleiro de Casablanca tinham conseguido preparar o Jean Bart para testes marítimos em setembro de 1943. Ele foi acompanhado nesses operações pelos contratorpedeiros Basque e Le Fortuné, mais três contratorpedeiros norte-americanos. Seu casco ainda estava muito deformado pelos danos sofridos na Operação Tocha e não tinha sido limpo de bioincrustações, porém mesmo assim conseguiu alcançar uma velocidade máxima de 22,5 nós (41,7 quilômetros por hora). Ele foi usado pelo restante da guerra como navio de treinamento.

### Finalização
Com o final da guerra à vista no início de 1945, o comando naval francês começou a planejar sua frota pós-guerra. Eles decidiram em 22 de fevereiro que o Jean Bart seria finalizado, porém não havia consenso sobre como. Uma facção, que incluía Fenard e os almirantes Pierre Barjot e Louis Kahn, este último Chefe de Construção Naval, defendiam convertê-lo em um porta-aviões, enquanto outros defendiam que ele deveria ser finalizado como um couraçado. Um terceiro grupo sugeriu desmontá-lo e focar em outros projetos. Kahn preparou uma proposta em julho que produziria um porta-aviões capaz de levar quarenta aeronaves e catorze sobressalentes, armado com uma bateria de dezesseis canhões antiaéreos de 130 milímetros em montagens duplas e protegido com um convés de voo blindado de noventa milímetros de espessura. O deslocamento foi fixado em quarenta mil toneladas. O projeto custaria cinco milhões de francos e demoraria cinco anos, o que gerou uma grande oposição no comando naval, incluindo do próprio Fenard. Eles eram contra os custos e atrasos, além do fato de que o número de aeronaves seria metade do de porta-aviões contemporâneos norte-americanos e britânicos.
O Jean Bart deixou Casablanca para Cherbourg em 25 de agosto, chegando quatro dias depois. O comando naval descartou a possibilidade de desmontar a embarcação durante uma reunião em 21 de setembro. Devido às objeções da conversão em um porta-aviões, o departamento de construção elaborou estimativas do quanto demoraria para fabricar os canhões de 380 milímetros necessários, reconstruir a segunda torre de artilharia e reunir a quantidade necessária de munição; os números projetaram que demoraria quatro anos para finalizar o couraçado e mais um ano para fabricar os projéteis e cargas. Foi então tomada a decisão de finalizar o Jean Bart de maneira similar ao Richelieu, porém com defesas antiaéreas aprimoradas. Os historiadores navais John Jordan e Robert Dumas argumentaram que, apesar de críticas do ramo da aviação naval francesa, "não há dúvidas que a decisão contra uma conversão para porta-aviões foi correta e que ela teria resultado em um navio que seria de pouco valor pelo esforço e gastos envolvidos".
O couraçado foi para Brest e entrou em uma doca seca, com os trabalhos de reparo do seu casco começando em 11 de março de 1946. Seu sistema de propulsão foi completado, suas torres de artilharia principal e secundárias instaladas e sua superestrutura modificada para receber os novos equipamentos de radar e controle de disparo. Os trabalhos no casco terminaram em 26 de novembro de 1947, o que permitiu que ele deixasse a doca seca e fosse para o cais de equipagem. Mais modificações na superestrutura ocorreram e os canhões principais e secundários foram colocados no lugar. O navio retornou para a doca seca de 20 de março a 9 de outubro de 1948, quando recebeu protuberâncias anti-torpedo e teve suas hélices consertadas. Os testes iniciais do sistema de propulsão começaram em 4 de dezembro, sucedidos por testes completos a partir de janeiro de 1949. Ele então realizou testes de artilharia e foi designado em maio para o Grupo de Couraçados de Linha junto com o Richelieu, porém a unidade foi desfeita em 1950.

### Últimos anos

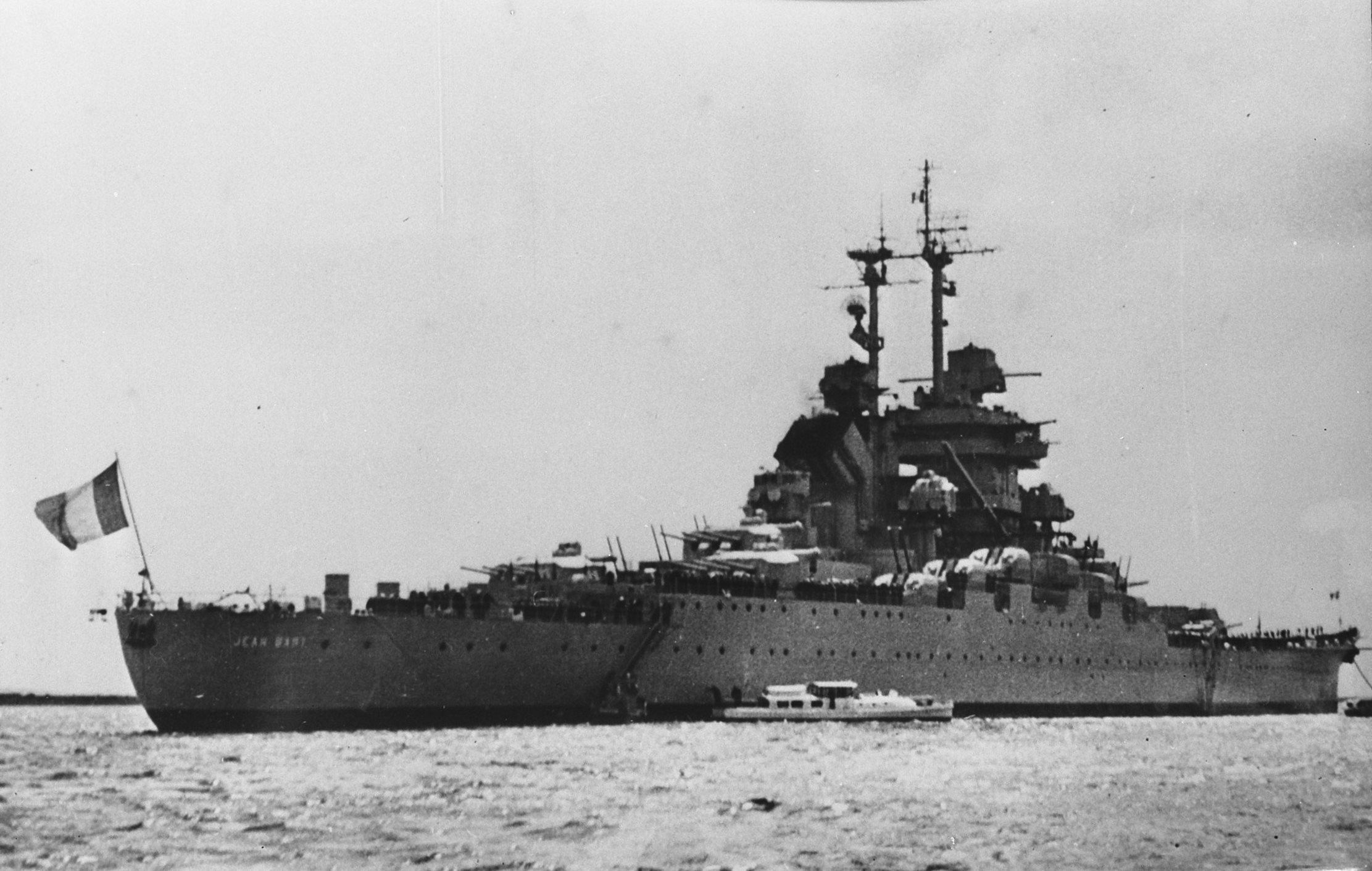
O Jean Bart passando pelo Canal de Suez em 3 de agosto de 1956

O Jean Bart participou de exercícios com a frota próximo da costa africana entre maio e junho de 1950. Ele passou os meses seguintes em Brest e voltou para treinamentos no início de 1951. Foi para Le Havre em maio para ter um sistema de desmagnetização instalado, seguido por mais cruzeiros de treinamento e testes em junho a fim de determinar seu consumo de combustível. Ele voltou para o cais de equipagem em Brest em 7 de julho para passar por trabalhos adicionais. As baterias principal e secundária estavam agora operacionais e o sistema de propulsão completo, porém o navio ainda estava sem sua bateria antiaérea e equipamentos de controle de disparo. O estaleiro começou em novembro com a próxima fase do programa de modernização, que incluiu a instalação das armas antiaéreas, modificação das torres de 152 milímetros para que passassem a ser de duplo-propósito e a instalação do equipamento de controle de disparo. A nova bateria antiaérea consistia em doze armas de 100 milímetros em montagens duplas e 28 canhões de 57 milímetros. Suas torres principais foram ao mesmo tempo desativadas para preservá-las enquanto os trabalhos continuavam no navio.
Os trabalhos na bateria antiaérea prosseguiram lentamente. As armas de 100 milímetros foram instaladas em meados de 1952, porém seus diretórios de controle de disparo só foram instalados em maio de 1953, permitindo testes de disparo em julho. Os testes revelaram a necessidade de grandes modificações no sistema, que só foram finalizadas em outubro de 1954. Os canhões de 57 milímetros estavam ainda mais atrasados, com eles só tendo ficado prontos para testes em setembro de 1955, porém seus diretórios óticos só foram instalados em agosto de 1956. O período de trabalho entre 1951 e 1956 foi interrompido por vários testes marítimos para avaliar o navio a medida que novos tipos de equipamentos eram instalados. Quando os trabalhos finalmente terminaram, a embarcação tinha recebido vários conjuntos de radares, incluindo um radar de procura de superfície/aérea DRBV 11, um radar de procura aérea DRBV 20 e um radar de navegação DRBV 30. Radares de controle de disparo incluíam um conjunto DRBC 10A para a bateria principal, seis conjuntos ACAE para a bateria antiaérea pesada e cinco conjuntos DRBC 30B para as armas antiaéreas leves. Seu deslocamento normal cresceu para 43 052 toneladas, enquanto o deslocamento carregado ficou em 48 419 toneladas. Com o peso maior, o calado aumentou para 10,9 metros.

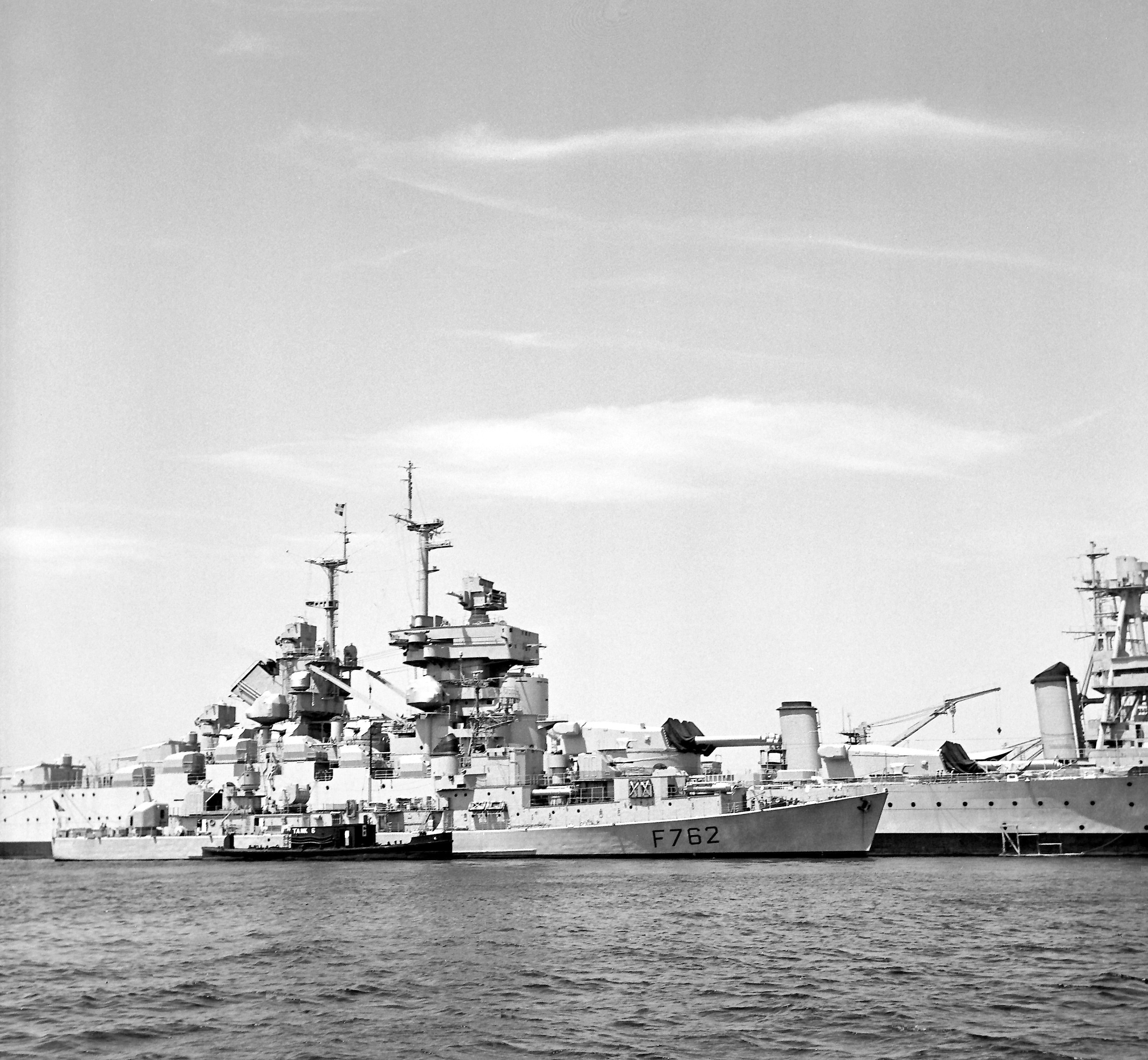
O Jean Bart em Toulon em 1963 ao lado da fragata Le Brestois

O Jean Bart foi declarado completo em 1º de maio de 1955 e no mesmo mês ele transportou o presidente René Coty para uma visita para a Dinamarca e Noruega, sendo escoltado pelo contratorpedeiro Surcouf. Em julho o couraçado foi para Nova Iorque representar a França em uma celebração do 175º aniversário da chegada de soldados franceses, liderados por Jean-Baptiste Donatien de Vimeur, Conde de Rochambeau, na Guerra de Independência dos Estados Unidos. Ele depois realizou uma série de cruzeiros de treinamento perto do litoral da Bretanha entre agosto e setembro, sendo então transferido para o Mar Mediterrâneo em outubro. O navio chegou em Toulon em 17 de outubro e quatro dias depois substituiu o Richelieu como a capitânia da esquadra de treinamento. O Jean Bart passou o final de 1955 e início de 1956 ancorado e realizando treinamentos de artilharia em Hyères. A embarcação iniciou uma viagem pelo Norte da África em junho de 1956. As tensões com o Egito cresceram pelo controle do Canal de Suez, assim em 8 de julho foi tomada a decisão de enviar o Jean Bart para o local. Sua segunda torre de artilharia foi reativada em agosto, enquanto em 7 de setembro o navio realizou exercícios de artilharia com essa torre na companhia do cruzador rápido Georges Leygues.
O couraçado foi empregado junto com a Força de Intervenção Naval Francesa na Crise de Suez, a chamada Operação Mosqueteiro do lado anglo-francês, porém apenas com sua segunda torre de artilharia funcionando. O Jean Bart estava com uma tripulação de 1 280 oficiais e marinheiros durante suas operações no canal, apesar de sua tripulação para tempos de guerra ter sido projetada para 2 220. Isto significou que apenas metade de suas armas antiaéreas poderia ser operada. O navio deixou Toulon em 26 de outubro e seguiu primeiro para Argel, na Argélia, onde o 1º Regimento de Paraquedistas Estrangeiros e o Commando Hubert de mergulhadores veio a bordo entre os dias 29 e 31. A embarcação então juntou-se ao resto da força de intervenção, que incluía o Georges Leygues, os porta-aviões Arromanches e La Fayette, os contratorpedeiros Surcouf, Kersaint, Cassard e Bouvet, e um grupo de guerra antissubmarino. Os navios partiram em 1º de novembro e chegaram em Limassol, no Chipre, no dia 4, onde os paraquedistas e mergulhadores foram transferidos para navios de assalto anfíbios. O Jean Bart navegou para o sul em 5 de novembro a fim de bombardear Porto Saíde, porém disparou apenas quatro projéteis de sua bateria principal antes do desembarque ser cancelado. Ele permaneceu na cidade por mais dois dias antes de partir no dia, retornando para Toulon via Limassol em 13 de novembro.
O Jean Bart retornou para a esquadra de treinamento em 1º de dezembro. Seu último período no mar ocorreu de 11 a 19 de julho de 1957; esta também foi a última vez que ele disparou sua bateria principal. A embarcação foi colocada na reserva em 1º de agosto, apesar da relutância de muitos no comando naval de verem desperdiçados o dinheiro e esforços que foram necessários para finalizá-la. Nessa época, uma nova geração de cruzadores e contratorpedeiros estavam começando a entrar em serviço, o que gerou escassez de tripulações. A necessidade de liberar marinheiros para embarcações mais úteis, mais o custo de manter o Jean Bart, levou à sua remoção do serviço ativo depois de apenas dois anos. A marinha considerou várias propostas de modernização para melhorar sua bateria antiaérea ou adicionais mísseis guiados. Este último conceito envolvia cinco variantes que iam desde adicionar lança-mísseis no convés da popa, até remover as torres de artilharia principais e reconstruir a proa do couraçado para abrigar uma grande bateria com até 325 mísseis. Por outro lado, um armamento de mísseis de defesa aérea foi considerado; isto envolveria remover a torre secundária de 152 milímetros central e substituí-la por um míssil RIM-2 Terrier norte-americano. A torre de 152 milímetros seria guardada para ser reinstalada assim que o período de testes terminasse.
Nenhum dos projetos de modernização ou conversão saíram do papel, com as baterias de mísseis que envolveriam a remoção das torres de artilharia principais nunca tendo sido seriamente consideradas pelo alto comando. A embarcação foi reduzida a um alojamento flutuante em agosto de 1957, com sua situação de reserva sendo rebaixada em 1º de janeiro de 1961. Foi considerado reativar o couraçado em 1964 como navio de comando durante uma série de experimentos nucleares no Oceano Pacífico, porém foi determinado que o custo seria muito alto, assim o cruzador De Grasse foi usado em seu lugar. O Jean Bart permaneceu fora de serviço até 10 de fevereiro de 1970, quando foi removido do registro naval, renomeado para Q466 e colocado a venda. Ele foi vendido para desmontadores em 21 de maio, rebocado até Brégaillon e desmontado. Apesar de nunca ter ficado totalmente operacional, o Jean Bart serviu como uma espécie de campo de testes útil para uma variedade de radares e defesas antiaéreas francesas.

### Citações
1. ↑   Jordan & Dumas 2009, pp. 94–97
2. 1 2   Roberts 1980, p. 260
3. ↑   Jordan & Dumas 2009, pp. 99–101
4. ↑   Jordan & Dumas 2009, p. 99
5. ↑   Jordan & Dumas 2009, pp. 111–115
6. ↑   Jordan & Dumas 2009, pp. 98–99, 152
7. ↑   Jordan & Dumas 2009, pp. 152–154
8. ↑   Jordan & Dumas 2009, pp. 152, 154
9. ↑   Rohwer 2005, p. 29
10. ↑   Jordan & Dumas 2009, p. 154
11. ↑   Rohwer 2005, p. 30
12. ↑   Jordan & Dumas 2009, p. 72
13. ↑   Jordan & Dumas 2009, pp. 72, 126
14. ↑   Jordan & Dumas 2009, pp. 71–72, 154–155
15. ↑   Jordan & Dumas 2009, pp. 155–156
16. ↑   Jordan & Dumas 2009, pp. 156–158
17. ↑   Rohwer 2005, pp. 209–210
18. ↑   Jordan & Dumas 2009, p. 158
19. ↑   Dumas 2001, p. 81
20. ↑   Jordan & Dumas 2009, pp. 158–159
21. ↑   Jordan & Dumas 2009, pp. 159, 161
22. ↑   Lepotier 1967, pp. 158–166
23. ↑   Dumas 2001, pp. 69–70
24. ↑   Rohwer 2005, p. 210
25. ↑   Jordan & Dumas 2009, pp. 150, 161
26. ↑   Dumas 2001, p. 70
27. ↑   Jordan & Dumas 2009, pp. 161–162
28. ↑   Jordan & Dumas 2009, pp. 150, 162, 181
29. ↑   Dumas 2001, pp. 33–34, 70, 112–115
30. ↑   Lepotier 1967, pp. 253–257
31. ↑   Jordan & Dumas 2009, p. 162
32. ↑   Jordan & Dumas 2009, p. 209
33. ↑   Le Masson 1969, p. 31
34. ↑   Dumas 2001, pp. 36–37
35. ↑   Lepotier 1967, pp. 257–264
36. ↑   Jordan & Dumas 2009, pp. 209–210
37. ↑   Jordan & Dumas 2009, p. 211
38. ↑   Jordan & Dumas 2009, pp. 211–212
39. ↑   Jordan & Dumas 2009, pp. 213, 216–217
40. ↑   Jordan & Dumas 2009, p. 217
41. ↑   Lepotier 1967, pp. 315–330
42. ↑   Dumas 2001, p. 74
43. ↑   Jordan & Dumas 2009, pp. 217, 221
44. ↑   Dumas 2001, pp. 74–75
45. ↑   Jordan & Dumas 2009, pp. 212, 216–217, 221
46. ↑   Lepotier 1967, pp. 337–342
47. ↑   Jordan & Dumas 2009, pp. 221–222
48. ↑   Dumas 2001, pp. 54–56
49. ↑   Dumas 2001, pp. 76, 83
50. ↑   Jordan & Dumas 2009, p. 222